# Angelika Hellmann
Angelika Hellmann (Halle, Alemania, 10 de abril de 1954) es una gimnasta artística alemana que, compitiendo con Alemania del Este, consiguió ser subcampeona olímpica en 1972 en el concurso por equipos y medallista de bronce mundial en 1974 en la competición general individual.

## Carrera deportiva
En el Mundial de Liubliana 1970 gana la plata en el concurso por equipos, tras la Unión Soviética y por delante de Checoslovaquia (bronce).
En los JJ. OO. de Múnich de 1972 consigue la plata en el concurso por equipos, tras la Unión Soviética y por delante de Hungría, siendo sus compañeras de equipo: Irene Abel, Karin Janz, Richarda Schmeisser, Christine Schmitt y Erika Zuchold.
En el Mundial celebrado en Varna (Bulgaria) en 1974 gana el bronce en la general individual —tras las soviéticas Ludmilla Tourischeva y Olga Korbut— y la plata por equipos, tras la Unión Soviética y por delante de Hungría.
En los JJ. OO. celebrados en Montreal (Canadá) en 1976 consiguió el bronce en el concurso por equipos, tras la Unión Soviética (oro) y Rumania (plata), siendo sus compañeras de equipo: Steffi Kraker, Carola Dombeck, Kerstin Gerschau, Gitta Escher y Marion Kische.